# Maneater (jogo eletrônico)
Maneater é um jogo eletrônico de RPG de ação desenvolvido e publicado pela Tripwire Interactive. Foi lançado em 22 de maio de 2020 para Microsoft Windows, PlayStation 4 e Xbox One, e em uma data posterior no mesmo ano para Nintendo Switch. No jogo, o jogador assume o controle de um tubarão-cabeça-chata que deve evoluir e sobreviver em um mundo aberto para se vingar de um pescador que o desfigurou e matou sua mãe.

## Jogabilidade
Maneater é um jogo eletrônico de RPG de ação, jogado numa perspectiva em terceira pessoa. No jogo, o jogador assume o controle de um tubarão-cabeça-chata bebê que deve se vingar do caçador de tubarões Scaly Pete, que o desfigurou e matou o tubarão-mãe. O tubarão tem vários ataques básicos, incluindo atacar inimigos, silenciar fora da água e chicotear inimigos com sua cauda para atordoá-los. Ele também pode usar seus arredores para obter vantagens de combate, como o uso de um peixe-espada como lança. O tubarão precisa caçar e consumir outros animais selvagens aquáticos, como peixes e tartarugas, a fim de obter nutrientes, nomeadamente proteínas, gorduras, minerais e mutagênicos raros. Os jogadores também podem atacar humanos causando estragos ao longo da costa, destruindo iates e navios e derrubando pessoas de jet skis. À medida que o jogador ganha nutrientes suficientes, o tubarão desbloqueia novas habilidades e aumenta de tamanho, o que permite ao tubarão enfrentar criaturas maiores e mais mortais. O tubarão evoluirá lentamente para um megalodonte adulto, e os jogadores poderão adquirir upgrades avançados e opções de personalização, como placas ósseas externas e picos eletromagnéticos, para aprimorar ainda mais as habilidades de combate do tubarão.
Jogando como o tubarão, os jogadores podem explorar livremente um mundo aberto, que consiste em sete regiões. Os jogadores podem descobrir locais escondidos e completar objetivos colaterais. Cada região também terá seu próprio predador, que pode matar o tubarão. Derrotar esses predadores, que incluem jacarés, lulas gigantes, baleias assassinas e até outros tubarões, ganharão habilidades especiais para o jogador. O mundo é reativo. À medida que o tubarão cria mais confusão, caçadores de recompensas humanos serão enviados para caçá-lo. Se o tubarão conseguir matar os dez caçadores de chumbo, receberá recompensas adicionais. O jogo é narrado pelo apresentador de um reality show no jogo, intitulado Maneaters vs. Sharkhunters (dublado por Chris Parnell), que orienta o jogador durante toda a jogatina.